# Naxhelli Ruiz Rivera
Naxhelli Ruiz Rivera (Ciudad de México, 1977) es una investigadora y étnologa mexicana del Instituto de Geografía de la Universidad Nacional Autónoma de México, entre sus aportaciones se encuentra el estudio sobre la vulnerabilidad social y los modelos de gestión para la reducción de riesgos asociados a las amenazas naturales y tecnológicas.

## Trayectoria académica
Es licenciada en etnología por la Escuela Nacional de Antropología e Historia, maestra en Estudios Regionales por el Instituto de Investigaciones Dr. José María Luis Mora y doctora en Estudios de Desarrollo por la Escuela de Desarrollo Internacional de la Universidad de East Anglia, Norwich, Inglaterra. Sus líneas de investigación son los métodos cualitativos aplicados a la Geografía, la gestión ambiental y de riesgos, la vulnerabilidad social y adaptación.

Sus temas de investigación se centran en el  estudio sobre los instrumentos y políticas de ordenamiento territorial, vulnerabilidad social, atlas de riesgos, cartografía participativa y sistemas de información geográfica participativos, así como la gestión de riesgos entre otros. Su principal aportación radica en la integración y vinculación de temáticas como el ordenamiento territorial, la desigualdad política, la segregación urbana, la gestión de riesgos y los usos sociales de la información geográfica y de las ciencias de la tierra para un entendimiento de los problemas socioterritoriales de relevancia nacional.
“Ninguna ciudad tiene sistemas de información con datos, indicadores, escenarios y modelos de crecimiento de la urbe para mitigar amenazas y reducir la exposición a desastres. Información de este tipo puede dar elementos para entender el riesgo de desastre y reducirlo. Ni siquiera los conocemos y mucho menos los pensamos como un problema de la ciudad”.

## Obras destacadas
Entre sus obras sobresalientes se encuentran:
- La escala geográfica como concepto integrador en la comprensión de problemas socio-ambientales(2016)

- Los atlas de riesgo municipales en México como instrumentos de ordenamiento territorial(2015)

- La definición y medición de la vulnerabilidad social. Un enfoque normativo(2012)[3][5]

## Distinciones
En 2019 se le otorgó la Distinción Universidad Nacional para Jóvenes Académicos.